# Чаава, Мошия Зосимович
Мошия Зосимович Чаава (1902 год, село Царча, Сухумский округ, Кутаисская губерния, Российская империя — неизвестно, село Царча, Гальский район, Абхазская АССР, Грузинская ССР) — бригадир колхоза имени Андреева Гальского района, Абхазская АССР, Грузинская ССР. Герой Социалистического Труда (1948).

## Биография
Родился в 1902 году в крестьянской семье в селе Царча Сухумского округа.
С раннего возраста трудился в сельском хозяйстве. Во время коллективизации вступил в местную сельскохозяйственную артель, которая позднее была преобразована в колхоз имени Эшба (в последующем — колхоз имени Андреева, с 1951 года — укрупнённый колхоз имени Бараташвили в соседнем селе Чхуартал) Гальского района.
Во время Великой Отечественной войны участвовал в оборонительных мероприятиях по защите Кавказа, за что был награждён в 1944 году боевой медалью «За оборону Кавказа». В послевоенное время — бригадир полеводческой бригады в этом же колхозе.
В 1947 году бригада под его руководством собрала в среднем с каждого гектара по 75,94 центнеров кукурузы на площади 6 гектаров. Указом Президиума Верховного Совета СССР от 21 февраля 1948 года удостоен звания Героя Социалистического Труда за «получение высоких урожаев кукурузы и пшеницы в 1947 году» с вручением ордена Ленина и золотой медали «Серп и Молот» (№ 754).
Этим же Указом званием Героя Социалистического Труда были награждены председатель колхоза имени Андреева Шахани Гигоевич Сиргинава, бригадир Циба Виссарионович Чаргазия, звеньевые Константин Бахваевич Кварцхава, Герман Ивакович Курдагия, Мамия Иоанович Цацуа.
После выхода на пенсию проживал в родном селе Царча Гальского района. Дата смерти не установлена.
Награды
- Герой Социалистического Труда
- Орден Ленина
- Медаль «За оборону Кавказа» (01.05.1944)